# Patrick Nebel
Patrick Nebel (geboren als Patrick Marina Schools, Merksem, 23 november 1958 - Ekeren, 15 maart 1986) richtte begin jaren tachtig zijn eigen groep op, Nacht und Nebel.
Eerder had hij al nummers uitgebracht onder zijn eigen naam. Hij werd in de studio ontdekt door Roland Beelen, de oprichter van Antler Records, toen hij aan het werken was met Twee Belgen. Hij was gefascineerd door de persoon Nebel; hij had iets fascinerends, iets exuberants, aldus Beelen.
Nebel kampte met angstpsychoses en raakte verslaafd aan drank en drugs. Hij hield zijn psychoses geheim om zijn imago als wildeman in stand te houden en verspreidde het gerucht opgenomen te zijn in Zwitsers sanatorium, om te vechten tegen de kilo's en drankmisbruik. In realiteit zat hij in Oostende. Volgens Beelen verspreidde hij de leugen om het mysterie rond hem in stand te houden.
Alcohol, pillen en een fatale hartziekte maakten een einde aan zijn leven in 1986. Dit betekende meteen ook het einde van Nacht und Nebel. Nebel stierf op 27-jarige leeftijd.
Nebel overleed in Ekeren in de Sint-Lucaskliniek. De kerkdienst werd gehouden in de kerk van de Zilverenhoek in Kapellen.